# Блащук, Николай Иванович
Николай Иванович Блащук (укр. Микола Іванович Блащук, 31 декабря 1923, Одесса — 18 августа 1978, Киев) — украинский актёр театра и кино, солист оперетты. Заслуженный артист УССР (1967).
Окончил Одесское музыкальное училище. Работал в Одесском театре юного зрителя, Одесском театре музыкальной комедии, Киевском театре оперетты (1949—1978). Созданные им комедийные образы ярко персонифицированы, иногда гротескные. Выполнял также роль героического плана и острохарактерные.